# Monts de Saïda
Les monts de Saïda sont une chaîne montagneuse d'Algérie située dans l'Ouest du pays et constituant une partie de l’Atlas tellien.

## Géographie
Les monts de Saïda sont situés dans l'Ouest de l'Algérie, entre Saïda et Frenda, et constituent un relief accidenté et boisé de chênes verts et de pins d'Alep, à la bordure des plaines steppiques au sud.
De nombreuses sources karstiques prennent naissance dans ce massif montagneux : aïn Zerga, aïn Tifrit, aïn Soltane et aïn Balloul, ainsi que de nombreux cours d'eau : oued Tifrit, oued Sidi Minmoun et oued Saïda.